# Raúl Vásquez Sáez
Raúl Vásquez Sáez (La Villa de Los Santos, Los Santos,  Panamá, 1954 - Ciudad de Panamá, 2008) foi um pintor e um poeta panamenho, inserido dentro da "Escola de Azuero", da que se lhe considera o iniciador. 

## Começos
A sua formação foi essencialmente autodidata. Recebeu influências de Paul Klee, Joan Miró, Jean Dubuffet, Antoni Tápies, Rufino Tamayo e Francisco Toledo, mas em especial, dos rupestres, os primitivos australianos, os primitivos africanos e, especialmente, dos pré-colombianos.
Foi discípulo do pintor panamenho e professor Juan Manuel Pérez, ao que alguns autores consideram a origem da "Escola de Azuero", antes que Vásquez, numa controvérsia ainda não resolvida pelos especialistas.
Realizou sua primeira exposição individual em 1977, no Centro de Arte e Cultura da cidade de Panamá. Depois de receber em 1977 uma bolsa que lhe permitiu uma breve estadia formativa na Academia de Belas Artes de Florença, cuja experiência lhe levou a renunciar desde o começo ao academicismo da Arte Ocidental, transladou-se  a México onde ingressou na Escuela Nacional de Pintura, Escultura y Grabado, onde entrou em contacto com a arte pré-colombiano.

## Trajetória
Sua pintura, figurativista, às vezes com incursões na arte abstrata, utiliza diversas técnicas, e mostra seres oníricos e fantásticos, de cores saturadas com grande presença da figura feminina e da infância. Sua obra investiga nos ritos mágicos e nas raízes ancestrais, traduzindo imagens relacionadas com a tradição plástica do mundo pré-colombiano, o que se vê refletido no uso das cores e dos materiais utilizados, como a terra ou a areia.
Nos temas de suas pinturas nascen as lembranças da infância através da visão cósmica do artista, influenciados pela sua prática do xamanismo, que reflecta a relação do ancestral e o espiritual em todos os aspectos da natureza.
Vásquez percorre aos conteúdos e às estruturas míticas com o propósito de procurar respostas para o presente, invocando as formas do passado por meio do diálogo com os materiais eleitos, numa forma de animismo que lhe capacita para essa comunicação.
Desde 1975, Raúl Vásquez expôs individualmente nos principais museus e galerias de arte de Panamá, bem como em outros espaços estrangeiros como Montpellier, Santo Domingo ou Miami. Coletivamente, sua participação tem sido imensa, expondo em Buenos Aires, Monterrey, Bogotá, Hollywood, Guatemala, Santo Domingo, Miami, Caracas, São Paulo, Bacia (Equador), Nagoya, Tokio, Setúbal, Valparaíso (Chile), San José (Costa Rica), Toluca, Michoacán, etc.
Como poeta, publicou três livros: Cerrojo profundo/ Fechadura profunda (1983), En tu piel anónima/ Em tua pele anónima (1984) e Yo no soy un tambor de augurios.../ Eu não sou um tambor de augúrios...(2008).
Faleceu, após duma longa enfermedade, o 20 de outubro de 2008.

## Coleções permanentes
Raúl Vásquez tem quadros em diversas coleções permanentes:
- Sala Permanente de Historia del Arte panameño, del Patrimonio Histórico panameño. (Panamá, Panamá)
- Museo de Arte Contemporáneo de Panamá (MAC Panamá). (Panamá, Panamá)
- Galería Nacional de Arte Contemporáneo del Museo de Arte costarricense (MAC Costa Rica). (San José, Costa Rica)
- Museo de Arte Moderno de la República Dominicana. (Santo Domingo, República Dominicana)